# Pisz (gmina)
Pisz est une gmina mixte du powiat de Pisz, Varmie-Mazurie, dans le nord de la Pologne. Son siège est la ville de Pisz, qui se situe environ 88 km à l'est de la capitale régionale Olsztyn.
La gmina couvre une superficie de 634,8 km2 pour une population de 27 224 habitants.

## Géographie
Outre la ville de Pisz, la gmina inclut les villages d'Anuszewo, Babrosty, Bogumiły, Borki, Ciesina, Czarny Róg, Dziadki, Hejdyk, Imionek, Jabłoń, Jagodne, Jaśkowo, Jaśkowo-Leśniczówka, Jeglin, Jeże, Karpa, Karwik, Kocioł, Kocioł Duży, Kociołek Szlachecki, Kulik, Kwik, Lipa Przednia, Lipa Tylna, Lisie Jamy, Liski, Łupki, Łysonie, Maldanin, Maszty, Niedźwiedzie, Nowe Uściany, Pietrzyki, Pilchy, Piskorzewo, Pogobie Średnie, Pogobie Tylne, Rakowo Piskie, Rostki, Rybitwy, Snopki, Stare Guty, Stare Uściany, Szczechy Małe, Szczechy Wielkie, Szeroki Bór Piski, Szparki, Trzonki, Turośl, Turowo, Turowo Duże, Wądołek, Wąglik, Wąglik-Kolonia, Wiartel, Wiartel Mały, Wielki Las, Zaroślak, Zawady, Zdory, Zdunowo et Zimna.
La gmina borde les gminy de Biała Piska, Kolno, Łyse, Mikołajki, Orzysz, Rozogi, Ruciane-Nida et Turośl.